# Od początku II
Od początku II – 6-płytowy album Czesława Niemena wydany w roku 2003. Stanowi ciąg dalszy zestawu „Od początku I”.
Kolekcję tę wydano z udziałem Polskich Nagrań w 2003 roku.
Część utworów została nagrana z Teatrze Narodowym w Warszawie oraz studiu Polskich Nagrań.
Rekonstrukcję cyfrową (24bit/96k) oraz mastering wykonał Czesław Niemen – NAE STUDIO w Warszawie.
Do zestawu dołączona jest 32 stronicowa broszura (formatu 14x12,5 cm) ze wspomnieniami, tekstami piosenek, fotografiami oraz obrazami malowanymi przez Czesława Niemena.
Albumy wchodzące w skład zestawu „Od początku II”:
- Marionetki
- Niemen Aerolit
- Katharsis
- Idee Fixe I
- Idee Fixe II
- Postscriptum